# Sve u četiri oka
Sve u četiri oka šesti je studijski album hrvatske pop pjevačice Renate Končić Minee objavljen 2004. godine u izdanju izdavačke kuće Croatia records, poslije višegodišnje diskografske stanke. Producent je Lovorka Lisičić, a kao suradnici pojavljuju se Alka Vuica, Davor Devčić, Darus Despot i mnogi drugi. S albuma su izdana 4 singla: "Sve u četiri oka", "Idi, baš me briga", "Znaci nevjere" i "Rano" (etno remix). 

## Pozadina
Rad na albumu je počeo početkom 2004. godine. Ovo je prvi album gdje je Minea sama birala pjesme i autore s kojima će surađivati, jer se tokom snimanja prethodnih albuma od nje zahtijevalo samo da nauči riječi pjesme i tehnički dobro otpjeva, te da je sada odlučila usmjeriti karijeru u nekom novom pravcu. Minea je istakla da su na albumu tekstovi bitno zreliji i da je cijela priča drugačija od svega što je do sada radila. 

## Komercijalni uspjeh
Album je zbog slabe promocije bio manje uspješan nego prethodni. Dospio je na treće mjesto Slovenske nacionalne top ljestvice, na peto mjesto Hrvatske nacionalne top ljestvice i na deseto mjesto Pop top ljestvice u Srbiji.

## Singlovi
- "Sve u četiri oka" prvi je singl s albuma, izdan lipnja 2004. godine i premijerno izveden na Splitskom festivalu.[2]

- "Idi, baš me briga" drugi je singl s albuma, izdan srpnja 2004. godine i premijerno izveden na Festivalu zabavne glazbe u Bihaću, gdje je dobio nagradu "Druga nagrada publike".

- "Rano - etno remix" treći je singl s albuma, izdan kolovoza 2004. godine i premijerno izveden na festivalu  "Etnofest" u Neumu.

- "Znaci nevjere" posljednji je singl s albuma, izdan studenog 2004. godine i premijerno izveden na festivalu Zadarfest, autor pjesme je Darus Despot.

## Popis pjesama
| Br. | Skladba                 | Trajanje |
| --- | ----------------------- | -------- |
| 1.  | »Sve u četiri oka«      | 3:32     |
| 2.  | »Znaci nevjere«         | 3:37     |
| 3.  | »Idi, baš me briga«     | 3.51     |
| 4.  | »Oko moje«              | 3:11     |
| 5.  | »Ja sam se zaljubila«   | 3:50     |
| 6.  | »Tugo moja jedina«      | 3.37     |
| 7.  | »Sad me ljubi«          | 3:44     |
| 8.  | »Neka, neka«            | 3:37     |
| 9.  | »Iskreno i bez kajanja« | 3.36     |
| 10. | »Nikad ne reci nikad«   | 4:03     |
| 11. | »Rano (etno remix)«     | 3:24     |
| 12. | »Rano (Karma remix)«    | 3:55     |

## Top ljestvice
| Top ljestvice (2004.)              | Pozicija |
| ---------------------------------- | -------- |
| Hrvatska nacionalna top ljestvica  | 5        |
| Slovenska nacionalna top ljestvica | 3        |
| Srbija POP TOP 20                  | 10       |